# Gabrielona nepeanensis
Gabrielona nepeanensis är en snäckart som beskrevs av Gatliff och Madeleine Gabriel 1908. Gabrielona nepeanensis ingår i släktet Gabrielona och familjen turbinsnäckor. Inga underarter finns listade i Catalogue of Life.